# Carny
Pour plus de détails, voir Fiche technique et Distribution.
Carny est un film américain réalisé par Robert Kaylor, sorti en 1980.

## Synopsis
Frankie et Patch sont deux vieux copains qui tiennent une baraque de fête foraine itinérante, et qui aiment faire les fous. Mais quand arrive la belle Donna, leurs rapports se compliquent. 

## Fiche technique
- Titre : Carny
- Réalisation : Robert Kaylor
- Scénario : Thomas Baum
- Musique : Alex North
- Photographie : Harry Stradling Jr.
- Montage : Stuart H. Pappé
- Production : Robbie Robertson
- Société de production : Lorimar Productions
- Société de distribution : United Artists
- Pays de production :  États-Unis
- Langue : Anglais
- Format : Couleur - Mono - 35 mm - 1.85:1
- Genre : Drame
- Durée : 106 min
- Dates de sortie : 
  - États-Unis : 23 mai 1980
  - France : 7 avril 1982

## Distribution
- Gary Busey (VF : Patrick Poivey) : Frankie
- Jodie Foster (VF : Marie-Christine Darah) : Donna
- Robbie Robertson (VF : Bernard Murat) : Patch
- Meg Foster (VF : Béatrice Delfe) : Gerta (Greta, en VF)
- Kenneth McMillan (VF : Henry Djanik) : Heavy St. John
- Elisha Cook Jr. (VF : Edmond Bernard) : On-Your-Mark (À Vos Marques, en VF)
- Tim Thomerson : Doubles
- Theodore Wilson (VF : Patrick Préjean) : Nails
- John Lehne (VF : Jacques Ferrière) : Skeet
- Bill McKinney (VF : Philippe Ogouz) : Marvin Dill
- Bert Remsen (VF : Michel Barbey) : Delno Baptiste
- Woodrow Parfrey (VF : Jacques Deschamps) : W. C. Hannon
- Tina Andrews (VF : Francine Lainé) : Sugaree (Sucre de Canne, en VF)
- Craig Wasson (VF : Marc François) : Mickey
- John 'Doc' Cassidy (VF : Jacques Deschamps) : Harry the Hat (Harry le Chapeau, en VF)
- Terry Beaver (VF : Marc François) : le camionneur
- Anita Haynes (VF : Jacqueline Cohen) : la serveuse